# Sam Alves (álbum)
Sam Alves é o primeiro álbum de estúdio do cantor brasileiro Sam Alves. Foi lançado em 01 de abril de 2014 pela Universal Music.

## Sobre o álbum
Ganhador do The Voice Brasil 2013, Sam Alves lançou seu primeiro trabalho com produção de Torcuato Mariano. O disco alterna canções em português e inglês. No repertório do álbum de estreia estão incluídos os sucessos como “A Thousand Years”, “When I Was Your Man” e “Hallelujah”uma música inédita de sua autoria chamada “Be With Me” e algumas regravações como “Counting Stars” do One Republic, “Mirrors” do Justin Timberlake, e “Troublemaker” do Olly Murs.

## Faixas
| N.º | Título                                 | Compositor(es) | Produtor(s) | Duração |  |
| 1.  | "Troublemaker"                         |                |             | 3:02    |  |
| 2.  | "Mirrors"                              |                |             | 3:25    |  |
| 3.  | "Você Existe em Mim"                   |                |             | 3:50    |  |
| 4.  | "Você Merece Mais (Tu Mereces Mas)"    |                |             | 4:06    |  |
| 5.  | "Counting Stars"                       |                |             | 4:37    |  |
| 6.  | "A Thousand Years" (com Marcela Bueno) |                |             | 3:31    |  |
| 7.  | "Pais e Filhos"                        |                |             | 3:28    |  |
| 8.  | "You Are Loved"                        |                |             | 4:23    |  |
| 9.  | "Hallelujah"                           |                |             | 3:00    |  |
| 10. | "Be With Me"                           |                |             | 3:27    |  |
| 11. | "When I Was Your Man"                  |                |             | 3:44    |  |